# Paraleyrodes proximus
Paraleyrodes proximus là một loài côn trùng cánh nửa trong họ Aleyrodidae, phân họ Aleurodicinae.
Paraleyrodes proximus được Terán miêu tả khoa học đầu tiên năm 1979.